# 塑料王國
《塑料王國》，是中國大陸導演王久良的紀錄片作品。拍攝纪录过程长达六年。

## 影響
中國大陸於2017年7月18日正式針對垃圾進口該議題作出回應，向世界貿易組織通報，將不再允許進口4級別、24種固態廢料。

## 獎項
| 年份   | 名稱         | 獲提名       | 獎項           | 結果 |
| ------ | ------------ | ------------ | -------------- | ---- |
| 2017年 | 日舞影展     | 塑料王國     | 國際紀錄片競賽 | 提名 |
| 2017年 | 第54屆金馬獎 | 塑料王國     | 最佳紀錄片     | 提名 |
| 2017年 | 第54屆金馬獎 | 錢孝貞、李博 | 最佳剪輯       | 獲獎 |

## 外部連結
- 開眼電影網上《塑料王國》的資料（繁體中文）
- 互联网电影数据库（IMDb）上《塑料王國》的资料（英文）